# Elizabeth-Ann Tan Shee Ru
Elizabeth-Ann Tan Shee Ru (* 23. September 2003) ist eine singapurische Leichtathletin, die sich auf den Sprint spezialisiert hat.

## Sportliche Laufbahn
Erste internationale Erfahrungen sammelte Elizabeth-Ann Tan Shee Ru im Jahr 2019, als sie bei den Jugendasienmeisterschaften in Hongkong mit 12,59 s in der Vorrunde im 100-Meter-Lauf ausschied. Anschließend belegte sie mit der singapurischen 4-mal-100-Meter-Staffel bei den Asienmeisterschaften in Doha in 45,78 s den siebten Platz. 2023 belegte sie bei den Südostasienspielen in Phnom Penh in 24,03 s den fünften Platz im 200-Meter-Lauf und gelangte über 100 Meter mit 11,96 s auf Rang sechs. Zudem wurde sie im Staffelbewerb in 45,16 s Vierte. Anschließend schied sie bei den Asienmeisterschaften in Bangkok mit 11,86 s und 24,83 s jeweils im Halbfinale über 100 und 200 Meter aus und belegte mit der Staffel in 45,60 s den sechsten Platz. Daraufhin kam sie bei den World University Games in Chengdu mit 12,00 s und 24,66 s jeweils nicht über den Vorlauf über 100 und 200 Meter aus, wie auch bei den Asienspielen in Hangzhou mit 12,00 s und 24,84 s. Zudem belegte sie mit der Staffel in 45,34 s den fünften Platz. 2025 wurde sie mit der Staffel bei den Asienmeisterschaften in Gumi in 44,66 s Fünfte.
2024 wurde Tan singapurische Meisterin im 100-Meter-Lauf sowie 2025 in der 4-mal-100-Meter-Staffel.

## Persönliche Bestleistungen
- 100 Meter: 11,72 s (+1,2 m/s), 10. Mai 2025 in Hongkong
- 200 Meter: 24,02 s (−0,2 m/s), 25. April 2025 in Singapur